# Пачкория, Маманти Илларионович
Маманти Илларионович Пачкория (февраль 1915 года, село Цаиши, Зугдидский уезд, Кутаисская губерния, Российская империя — неизвестно, Грузинская ССР) — грузинский партийный деятель, первый секретарь Зугдидского райкома партии, Грузинская ССР. Герой Социалистического Труда (1948).

## Биография
Родился в феврале 1915 года в крестьянской семье в селе Цваиши Зугдидского уезда. С раннего возраста трудился в сельском хозяйстве. В последующем участвовал в коммунистическом движении Грузинской ССР.
В послевоенные годы — первый секретарь Зугдидского райкома партии (преемник — Григорий Дутуевич Чачибая). Занимался восстановлением сельскохозяйственного производства в районе. В 1947 году обеспечил своим руководством перевыполнение в целом по району планового сбора кукурузы на 35,3 %. Указом Президиума Верховного Совета СССР от 21 февраля 1948 года удостоен звания Героя Социалистического Труда за «получение высоких урожаев кукурузы и пшеницы в 1948 году» с вручением ордена Ленина и золотой медали «Серп и Молот» (№ 809).
Этим же Указом званием Героя Социалистического Труда были награждены председатель Зугдидского райисполкома Давид Михайлович Джичоная, заведующий районным отделом сельского хозяйства Варлам Михайлович Чикава, главный районный агроном Давид Ноевич Кухианидзе и 18 тружеников различных колхозов Зугдидского района.
В конце 1940-х годов был назначен на другую ответственную должность. За выдающиеся трудовые показатели в сельскохозяйственном производстве в Зугдидском районе по итогам 1949 года награждён вторым Орденом Ленина.
С 1970 года — персональный пенсионер союзного значения. Дата смерти не установлена.
Награды
- Герой Социалистического Труда
- Орден Ленина — дважды (1948; 25.11.1950)